# Adán Gurdiel
Adán Gurdiel Mella (Fabero, 12 novembre 1993) è un calciatore spagnolo, difensore del Badajoz.

## Carriera
Ha giocato nella seconda divisione spagnola con Ponferradina e Lorca.

## Statistiche

### Presenze e reti nei club
Statistiche aggiornate al 6 febbraio 2021.
| Stagione            | Squadra             | Campionato          | Campionato | Campionato | Coppe nazionali | Coppe nazionali | Coppe nazionali | Coppe continentali | Coppe continentali | Coppe continentali | Altre coppe | Altre coppe | Altre coppe | Totale | Totale |
| Stagione            | Squadra             | Comp                | Pres       | Reti       | Comp            | Pres            | Reti            | Comp               | Pres               | Reti               | Comp        | Pres        | Reti        | Pres   | Reti   |
| ------------------- | ------------------- | ------------------- | ---------- | ---------- | --------------- | --------------- | --------------- | ------------------ | ------------------ | ------------------ | ----------- | ----------- | ----------- | ------ | ------ |
| 2012-2013           | Ponferradina        | SD                  | 3          | 0          | CR              | 3               | 0               | -                  | -                  | -                  | -           | -           | -           | 6      | 0      |
| 2013-2014           | Leonesa             | SDB                 | 30         | 2          | -               | -               | -               | -                  | -                  | -                  | -           | -           | -           | 30     | 2      |
| 2014-2015           | Ponferradina        | SD                  | 16         | 1          | CR              | 1               | 0               | -                  | -                  | -                  | -           | -           | -           | 17     | 1      |
| 2015-2016           | Ponferradina        | SD                  | 23         | 0          | CR              | 2               | 0               | -                  | -                  | -                  | -           | -           | -           | 25     | 0      |
| 2016-2017           | Ponferradina        | SDB                 | 23         | 2          | CR              | 0               | 0               | -                  | -                  | -                  | -           | -           | -           | 23     | 2      |
| Totale Ponferradina | Totale Ponferradina | Totale Ponferradina | 62         | 3          |                 | 3               | 0               |                    | -                  | -                  |             | -           | -           | 65     | 3      |
| 2017-gen. 2018      | Lorca               | SD                  | 11         | 0          | CR              | 0               | 0               | -                  | -                  | -                  | -           | -           | -           | 11     | 0      |
| gen.-mag. 2018      | Racing Santander    | SDB                 | 11         | 0          | CR              | 0               | 0               | -                  | -                  | -                  | -           | -           | -           | 11     | 0      |
| 2018-2019           | UCAM Murcia         | SDB                 | 35         | 1          | CR              | 2               | 1               | -                  | -                  | -                  | -           | -           | -           | 38     | 2      |
| 2019-2020           | UCAM Murcia         | SDB                 | 21         | 1          | CR              | 1               | 0               | -                  | -                  | -                  | -           | -           | -           | 22     | 1      |
| 2020-gen. 2021      | UCAM Murcia         | SDB                 | 6          | 0          | CR              | 0               | 0               | -                  | -                  | -                  | -           | -           | -           | 6      | 0      |
| Totale UCAM Murcia  | Totale UCAM Murcia  | Totale UCAM Murcia  | 62         | 2          |                 | 3               | 1               |                    | -                  | -                  |             | -           | -           | 65     | 3      |
| gen.-mag. 2021      | Real Murcia         | SDB                 | 3          | 0          | -               | -               | -               | -                  | -                  | -                  | -           | -           | -           | 3      | 0      |
| Totale carriera     | Totale carriera     | Totale carriera     | 182        | 7          |                 | 9               | 1               |                    | -                  | -                  |             | -           | -           | 191    | 8      |